# Jurij Morozow (polityk)
Jurij Ionowicz Morozow (Юрий Ионович Морозов, ur. 1949 w Sterlitamaku) − rosyjski biznesmen i polityk, premier Osetii Południowej od 5 lipca 2005 do 17 sierpnia 2008 roku.
Pracował w branży petrochemicznej, był m.in. dyrektorem handlowym przedsiębiorstwa paliwowego w Kursku. 5 lipca 2005 roku został powołany przez parlament Osetii Południowej na stanowisko szefa rządu tej separatystycznej republiki. Wkrótce po zakończeniu wojny z Gruzją, 17 sierpnia 2008 roku Morozow został odwołany na mocy dekretu prezydenta Eduarda Kokojtego.